# Gehypochthonius strenzkei
Gehypochthonius strenzkei är en kvalsterart som beskrevs av Lee 1982. Gehypochthonius strenzkei ingår i släktet Gehypochthonius och familjen Gehypochthoniidae. Inga underarter finns listade i Catalogue of Life.